# Боровик, Григорий Иванович
Григорий Иванович Боровик (род. 28 января 1939 года) — белорусский театральный режиссёр.

## Биография
В 1966 году закончил Белорусский государственный театрально-художественный институт по специальности «Режиссура драмы», начал свою творческую деятельность в театрах республики. Поставил отличительные спектакли по произведениям белорусской национальной классики и современной драматургии, осуществил большое количество постановок по русской и зарубежной драматургии. Спектакли Григория Боровика выделяются точным и глубоким воплощением авторского замысла, оригинальной режиссёрской концепцией, интересными и яркими актёрскими работами. Это вызвало интерес зрителей, получало высокую оценку в рецензиях на страницах газет и журналов.
Дальнейшему творческому развитию Григория Боровика поспособствовало успешное прохождение стажировки в Москве у народного артиста СССР, художественного руководителя МХАТ СССР, создателя театра «Современник» Олега Ефремова (1974), а также учёба в аспирантуре при Институте искусствоведения, этнографии и фольклора Академии наук БССР (1986), подготовка и защита кандитатской диссертации.
Работал главным режиссёром Белорусского республиканского театра юного зрителя, в 1985 году стал создателем и художественным руководителем Молодежного театра БССР, много сделал для становления и формирования этого творческого коллектива.
На творческом счету Григория Боровика более 100 спектаклей в театрах Беларуси, России, Молдовы, Украины. Среди них выделяются спектакли «Четыре капли» Виктора Розова, «Миколка-паровоз» по Михася Лынькова, «Чайка» Антона Чехова, «Пинская шляхта» Винцента Дунина-Марцинкевича (белорусский ТЮЗ), «Догорела свечечка» Алеся Петрашкевича (театр имени Я. Купалы), «Эти непонятные старые люди» по Светлане Алексиевич, «Ремонт» Михаила Рощина (Молодежный театр БССР), «Три сестры» Антона Чехова, «На всех одна беда» Петруся Макаля (молдавский молодёжный театр «Лучеферул», Кишинев), «Собачье сердце» Михаила Булгакова, «Эшелон» Михаила Рощина (Киевский государственный академический театр драмы и комедии), «Последний шанс» Василя Быкова (МХАТ СССР). Эти и другие спектакли были отмечены наградами на международных и республиканских театральных фестивалях и конкурсах.
Одновременно с режиссёрской деятельностью Григорий Боровик начал заниматься научной и педагогической работой. Стал кандидатом наук, профессором, написал и издал четыре монографии, посвященные актуальным проблемам истории и теории белорусского национального сценического искусства. Педагогическую деятельность начал в 1994 году в Белорусском государственном университете культуры и искусств, с 1999 года и по сегодняшний день работает в Белорусской государственной академии искусств. Здесь Григорий Боровик стал организатором новой кафедры режиссуры на театральном факультете, был первым заведующим кафедрой, с 2012 и по сегодняшний день работает в должности профессора кафедры режиссуры. Григорий Боровик воспитывал талантливых учеников, многие из которых стали народными и заслуженными артистами, заслуженными деятелями культуры Республики Беларусь, главными режиссёрами и художественными руководителями драматических театров страны. Деятельность Григория Боровика отмечена наградами и грамотами государственных и общественных организаций.

## Награды
- Медаль Франциска Скорины (1920)[2]